# Annie (pel·lícula de 1999)
 Annie és un telefilm musical estatunidenc de 1999, dirigit per Rob Marshall i produït per Walt Disney Television. És l'adaptació de la comèdia musical homònima de Thomas Meehan, Charles Strouse i Martin Charnin (1977), inspirada de la tira còmica Little Orphan Annie de Harold Gray (1924).

## Argument
La petita òrfena Annie és convidada a passar alguns dies amb el multimilionari Oliver Warbucks que desitja adoptar-la. Falsos pares es presenten llavors per recuperar Annie i per rebre la recompensa promesa per Warbucks.

## Repartiment
- Alicia Morton: Annie
- Kathy Bates: Miss Hannigan
- Alan Cumming: Rooster
- Audra McDonald: Miss Grace Farrell
- Kristin Chenoweth: Lily St. Regis
- Victor Garber: Daddy Warbucks
- Andrea McArdle: Star-To-Be

## Nominacions
- Premi Emmy a la millor actriu secundària – Minisèries o telefilms
- Globus d'Or a la millor actriu secundària en sèries, minisèries o telefilms.

## Llista de les cançons
- Maybe
- The Hard-Knock Life
- Tomorrow
- Little Girls
- I Think I'm Gonna Like It Here
- NYC
- Easy Street
- You're Never Fully Dressed Without A Smile
- Something Was Missing
- I Don't Need Anything But You
- Little Girls

## Comentaris
- Aquesta pel·lícula ha estat dirigida amb destinació al circuit de televisió/vídeo, no ha estat estrenada al cinema.
- Aquesta pel·lícula no és la primera adaptació filmada de la comèdia musical Annie. El 1982, el llegendari John Huston n'havia tret una pel·lícula, la seva única comèdia musical. És difícil no comparar aquestes dues adaptacions. Aquesta Annie de Disney té algunes qualitats. Primer de tot, reuneix grans noms del teatre estatunidenc, i després les cançons estan molt ben gravades (però contràriament al cas de la primera adaptació, no són sempre els actors que canten). Aquesta adaptació conté d'altra banda la cançó NYC que John Huston havia reemplaçat per Let's go to the movies.
- Per contra, mentre que l'Annie de 1982 conservava la negror i la ironia de la comèdia musical d'origen, aquella adaptació és d'una gran cursileria. Miss Hannigan és aquí extremadament maternal, els aspectes infectes del personatge d'Oliver Warbucks són escamotejats, la relació amb el New Deal de Roosevelt oblidat. D'altra banda, el guió és simplificat, la coreografia bastant pobra i el repartiment molt reduït: l'orfenat de Miss Hannigan sembla per exemple massa espaiós i luxós per a les cinc noies que hi viuen, mentre que el "palau" de Warbucks és una mica mesquí.
- El 2014 es va fer una nova versió dirigida per Will Gluck i interpretada per Quvenzhane Wallis, Jamie Foxx, Rose Byrne, Bobby Cannavale i Cameron Diaz.[1]